# Miejska (Pasmo Bolechowickie)
Miejska (332 m n.p.m.) – zalesione wzniesienie w Paśmie Bolechowickim Gór Świętokrzyskich. Po południowo-wschodniej stronie góry znajduje się Wojewódzki Szpital Specjalistyczny im. św. Rafała.